# Centropyge potteri
Centropyge potteri är en fiskart som först beskrevs av Jordan och Metz 1912.  Centropyge potteri ingår i släktet Centropyge och familjen Pomacanthidae. IUCN kategoriserar arten globalt som livskraftig. Inga underarter finns listade i Catalogue of Life.